# Sune Jonsson

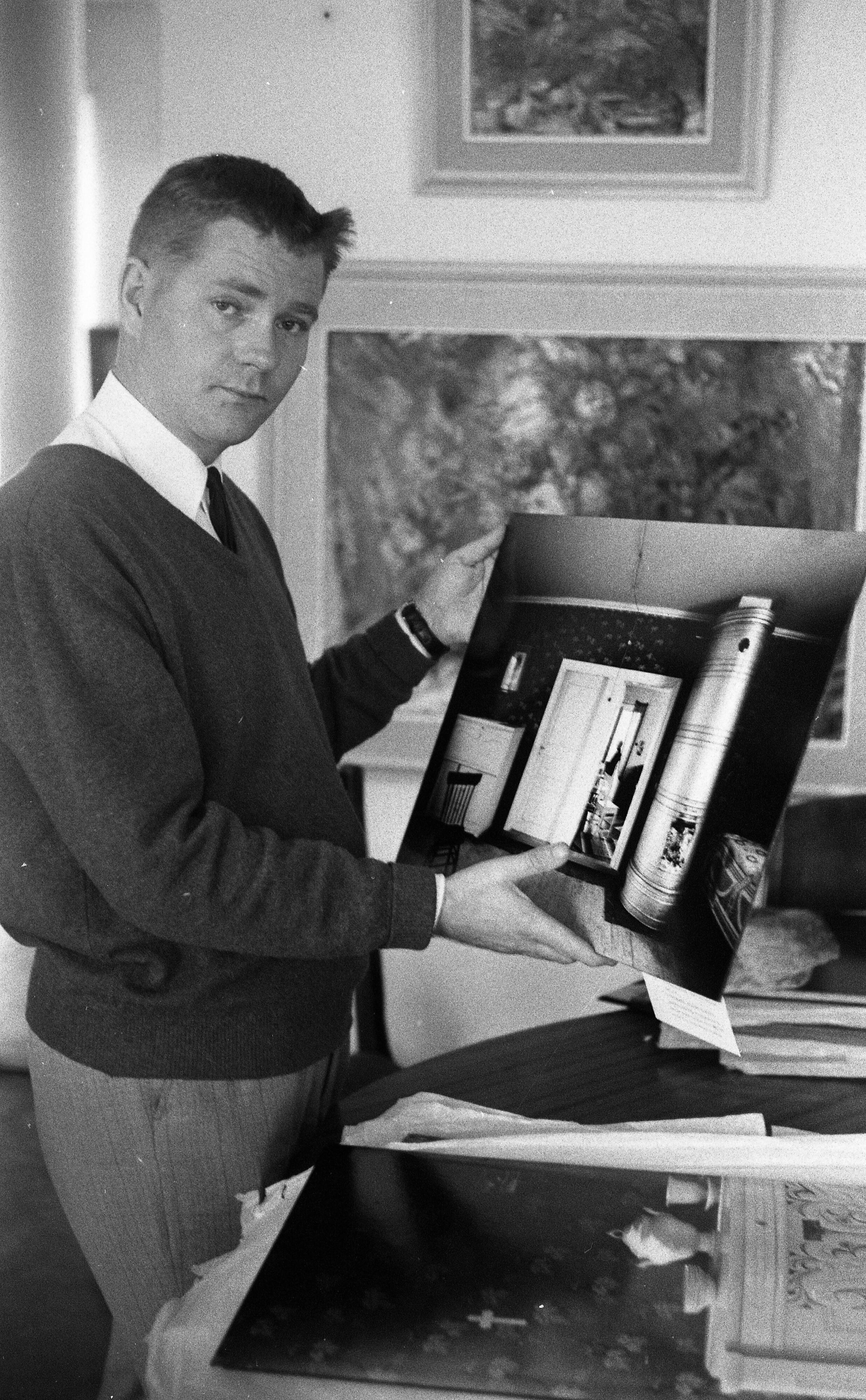
Sune Jonsson, 1967.

Olov Sune Jonsson (Nyåker, 20 december 1930- 30 januari 2009) was een Zweeds fotograaf en schrijver. Na zijn studies  folklore en literatuur in  Stockholm en Uppsala, keerde Jonsson  in het begin van de jaren 1960 terug naar het noorden van Zweden. Zijn eerste boek ,  Byn med det blå huset ("Het dorp met het blauwe huis"),  werd in 1959  gepubliceerd en bevatte  portretten van mensen uit zijn  geboortedorp. Ook  in zijn tweede fotoboek    Timotejvägen speelde het verband  tussen tekst en beeld een belangrijke rol.
Tussen 1961 en 1995 werkte  Jonsson als fotograaf aan het museum van Västerbotten in Umeå),  waar hij zich bezighield met fotografisch werk, vooral in de provincie Västerbotten.  Zijn werk was toegespitst op de landelijke bevolking, de boeren, landschappen en religieuze bijeenkomsten.  Jonssons  artistieke productie werd geïnspireerd door bekende buitenlandse fotografen, als  August Sander, Walker Evans, Dorothea Lange, Wayne Miller  en Edward Steichen. De Zweedse schrijver  Ivar Lo-Johansson  en zijn sociaal werk  Den sociala fotobildboken speelde een belangrijke voorbeeldrol voor Jonsson.
In aansluiting bij zijn fotografisch werk, was  Jonsson  ook een bekwaam  filmmaker  en samen met het museum van Västerbotten  en de Zweedse televisie, maakte hij documentaires over kleine boerderijen, over  het mijnwezen en de visvangst in  het dunbevolkte Noorden van Zweden.
In 1993 werd de Hasselblad Award aan he toegekend.